# Beweissicherungs- und Festnahmeeinheit

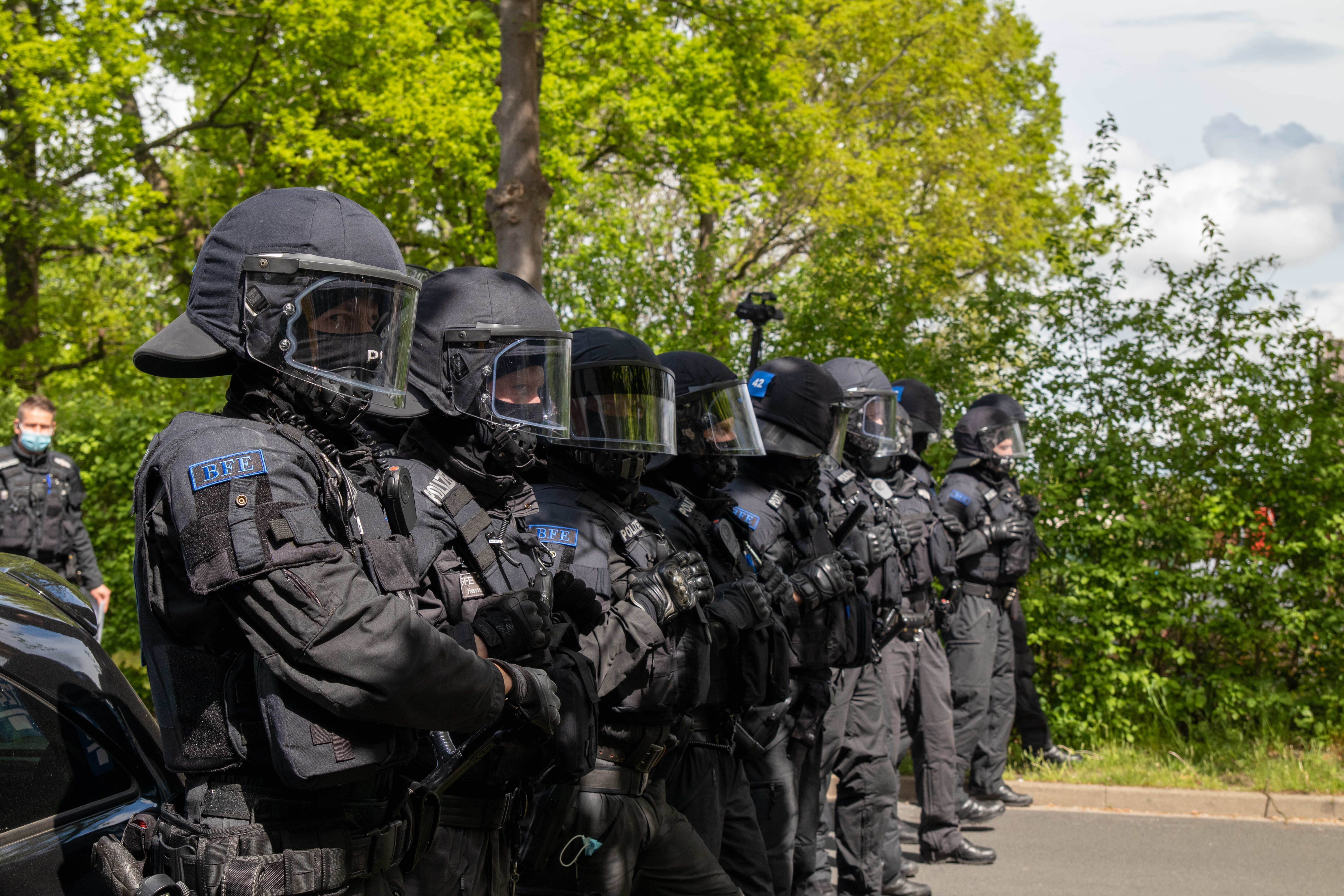
BFE der Polizei Niedersachsen im Einsatz, 2021

Beweissicherungs- und Festnahmeeinheiten (BFE) sind spezialisierte deutsche Polizeikräfte der Bereitschaftspolizeien der Landespolizeien und der Bundespolizei mit besonderen Aufgaben gemäß der Polizeidienstvorschrift zu Führung und Einsatz der Polizei (PDV 100).
Die Beweissicherungs- und Festnahmeeinheiten der Bereitschaftspolizeien der Länder und der Bundesbereitschaftspolizei unterstützen andere Polizeikräfte beim Vorgehen gegen gewalttätige Störer und führen beweissichernde Festnahmen an Brennpunkten unfriedlichen Geschehens durch. Hauptaufgabenfeld der BFE ist die Beweissicherung und die Festnahme von Tatverdächtigen. Des Weiteren unterstützen sie bei besonderen Lagen im täglichen Dienst den polizeilichen Einzeldienst und können im Rahmen der Amtshilfe auch in anderen Bundesländern und teilweise auch im Ausland tätig werden. Außerdem können BFE als Festnahme- oder Observationseinheiten auch zur Unterstützung der jeweiligen Landeskriminalämter, des Bundeskriminalamtes sowie von BFE anderer Landespolizeien oder der Bundespolizei eingesetzt werden. Wenn keine Vorkommnisse den Einsatz einer BFE erforderlich machen, versehen die Beamten ihren Dienst im polizeilichen Alltagsgeschehen.
Typische Einsatzbereiche der BFE sind Großveranstaltungen, bei denen gewalttätige Auseinandersetzungen zu erwarten sind (Unruhen, Demonstrationen, Fußballspiele), oder auch Observationen im Rahmen der Drogenkriminalität oder sonstiger Straftaten von öffentlichem Interesse. Ein weiterer Einsatzbereich ist das Vorbereiten und Durchführen von Razzien.
Es gibt durch Dienstvorschriften eine Abgrenzung zwischen den Aufgaben der Spezialeinsatzkommandos (SEK) und der BFE. Die BFE sind Einheiten mit speziellen Aufgabenbereichen.

## Organisation

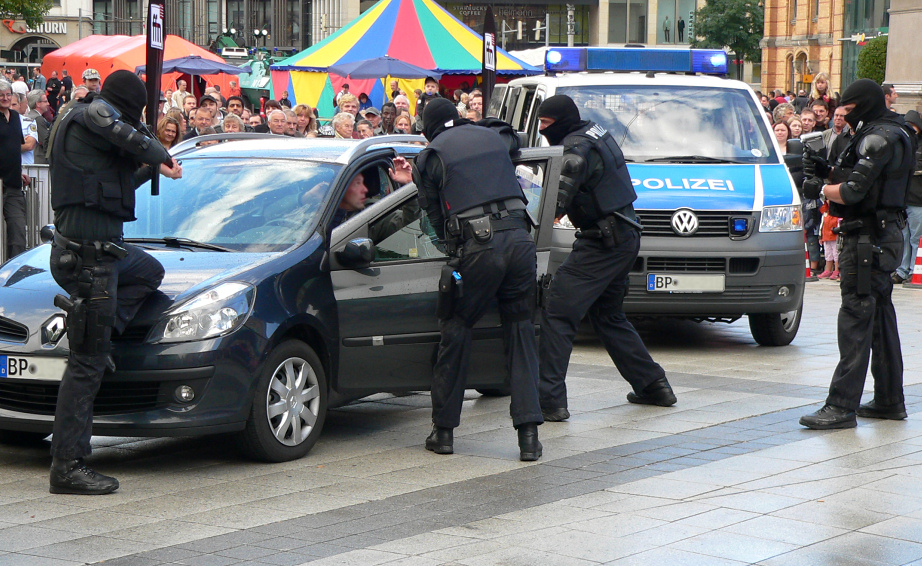
Festnahmevorführung durch die Bundespolizei

### Bundespolizei
Bei der Bundespolizei sind so genannte Beweissicherungs- und Festnahmehundertschaften (BFHu) eingerichtet. Sie gehören zu den spezialisierten Einheiten der Bundespolizei und sind den Bundespolizeiabteilungen der Direktion Bundesbereitschaftspolizei angegliedert. Ihre Aufgabe ist die beweissichere Festnahme von gewalttätigen Störern und Tatverdächtigen. Die Polizeibeamten einer BFHu sind besonders ausgebildet, ausgestattet und leistungsfähig.
Das Ziel der Einheiten ist es, gezielt einzelne Tatverdächtige beweissicher aus Versammlungen heraus festzunehmen. Sie werden aber auch in Verfahren gegen die organisierte Kriminalität eingesetzt. Grundsätzlich werden sie dort eingesetzt, wo eine erhöhte Gefährdung gegeben ist, jedoch ein Einsatz der GSG 9 nicht erforderlich erscheint. Dies ist beispielsweise der Fall, wenn kein Hinweis auf eine Bewaffnung der tatverdächtigen Person vorliegt. Gibt es Hinweise auf die Bewaffnung einer festzunehmenden Person, sollte nach den geltenden Vorschriften der Bundespolizei die GSG 9 angefordert werden. In der Praxis kann dieser Vorschrift aber nicht immer Geltung getragen werden. Oft ist vor einer Festnahme eine Bewaffnung der tatverdächtigen Person noch nicht bekannt. Daraus resultiert ein entsprechendes Vorgehen der Beweissicherungs- und Festnahmehundertschaft.
Zur Erweiterung des Einsatzspektrums wurden seit Ende 2009 die BFHu gezielt in der Bewältigung von Amok-Lagen fortgebildet. Hieraus entstanden sogenannte schnelle Eingreiftrupps. Diese sind in der Lage, aus dem jeweiligen Standort, in ca. 10 Minuten in Richtung Tatort verlegt werden zu können. Die Einsatzkräfte haben dabei grundsätzlich den Auftrag den Amok-Täter handlungsunfähig zu machen und sollen sich erst im Anschluss um die Verletzten kümmern.
Die ersten Festnahmeeinheiten wurden in Winsen an der Luhe und Rosenheim nach dem Tod zweier Polizeibeamter 1987 auf der Startbahn 18 West in Frankfurt am Main gegründet. Die Bundespolizei verfügt heute über fünf derartige Einheiten im gesamten Bundesgebiet (Uelzen, Blumberg, Sankt Augustin, Hünfeld, Bayreuth). Eine BFHu besteht aus drei Beweissicherungs- und Festnahmeeinheiten (BFE), dem Unterstützungsdienst und dem Versorgungsdienst. Jeweils die dritte BFE einer Hundertschaft wird seit dem Jahr 2015 durch eine Ergänzungsfortbildung der Beamten und durch spezielle Ausrüstung als so genannte „BFE+“ ertüchtigt. Die BFE+ kommt bei besonderen Gefährdungslagen oder Fahndungen zum Einsatz und soll die GSG 9, die eigentliche Antiterroreinheit der Bundespolizei, insbesondere bei länger andauernden Terror- oder Sonderlagen entlasten.
Neben den BFHu wurden im Rahmen der Neustrukturierung der Bundespolizei in den Bundespolizeidirektionen sogenannte Mobile Kontroll- und Überwachungseinheiten (MKÜ) gebildet, die als flexibel einsetzbare Einheiten die Aufgabe haben, besondere Lagen innerhalb des Zuständigkeitsbereichs der eigenen Bundespolizeidirektion auch ohne Unterstützung durch eine BFHu oder die GSG 9 zu bewältigen.
Das Äquivalent zu den BFHu der Bundespolizei bei den Landespolizeien bilden die Beweissicherungs- und Festnahmeeinheiten (BFE) bzw. die Unterstützungskommandos (USK) der bayerischen Polizei.

### Landespolizeien

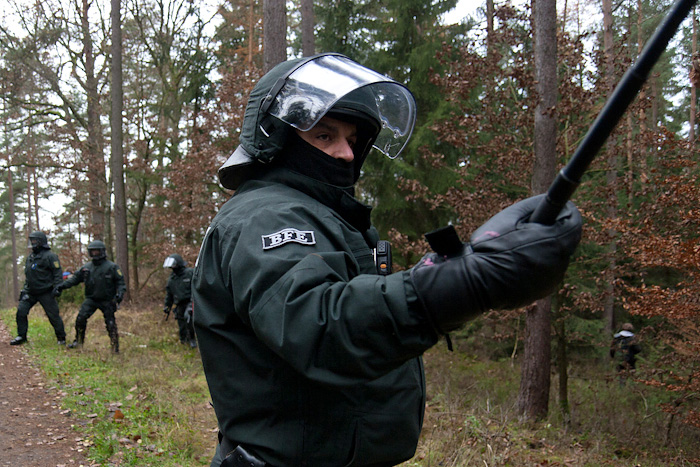
Beamte der BFE Baden-Württemberg 20011 im Wendland, im Vordergrund mit Einsatzstock-Kurz-Ausziehbar (EKA)

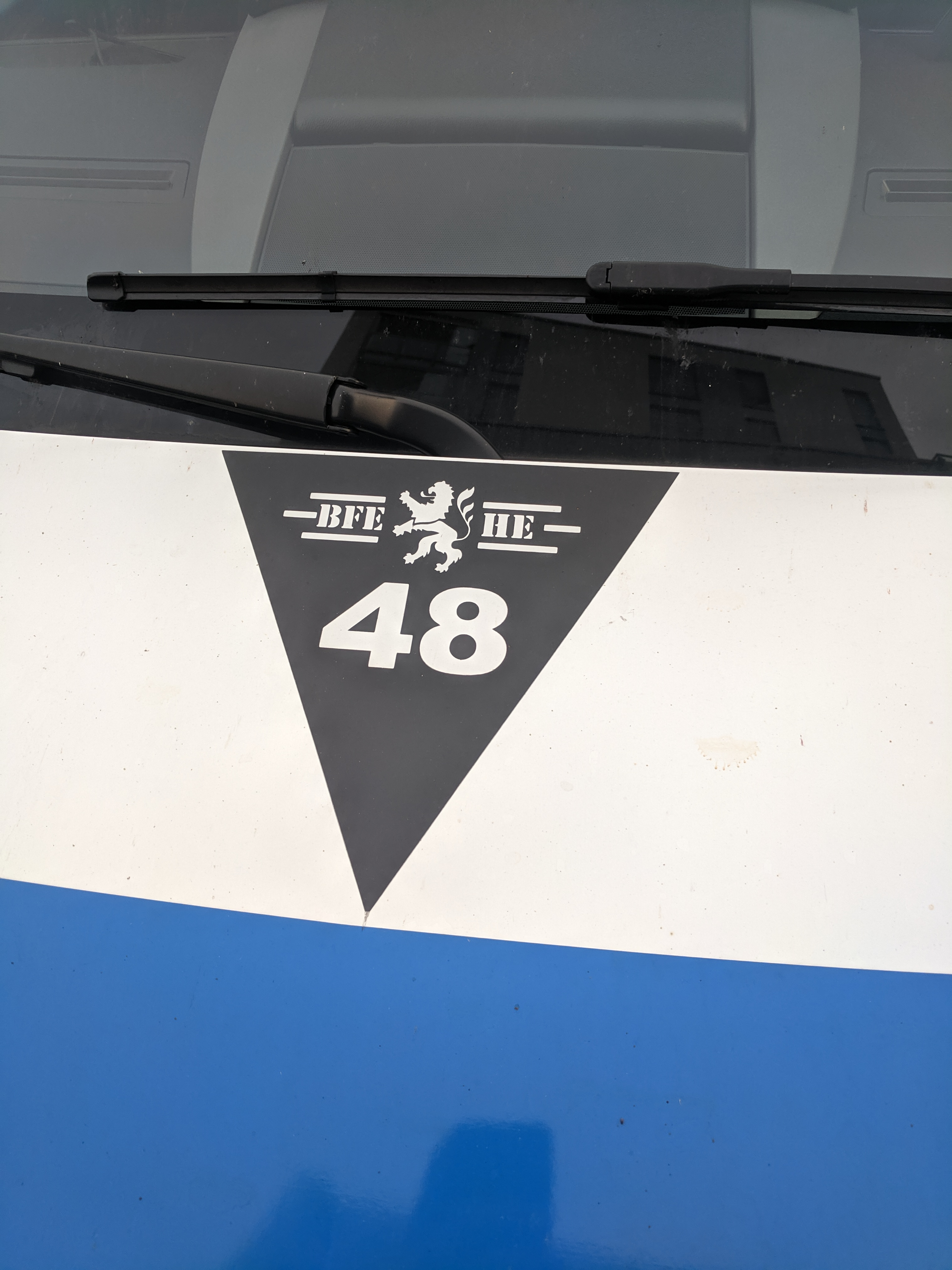
Fahrzeugkennzeichnung der BFE der hessischen Polizei BFE

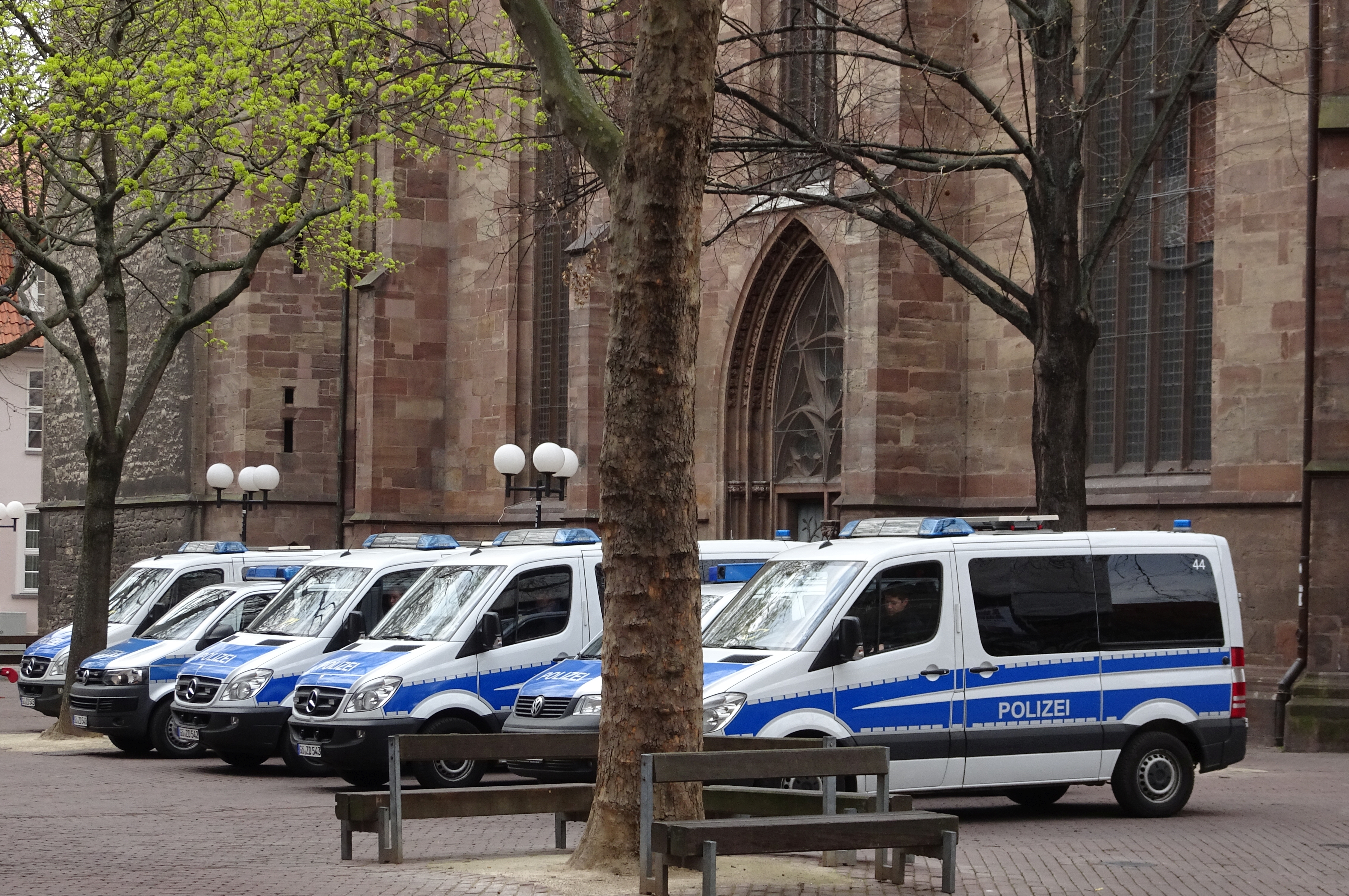
Fahrzeuge der niedersächsischen BFE in Göttingen 2017

Kennzeichnung einer Gruppe der BFE Schleswig-Holstein

Schulterzeichen der BFE Schleswig-Holstein mit der Losung viribus unitis

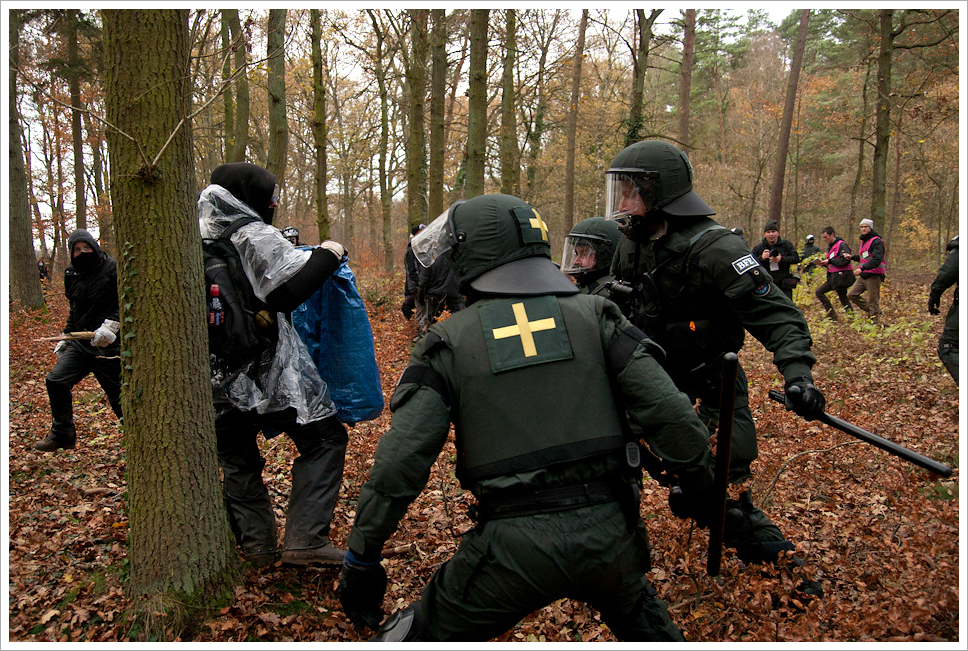
Thüringer BFE-Beamte 2011 im Wendland

#### Baden-Württemberg
Bei der Polizei Baden-Württemberg gibt es sechs BFEn. Diese sind seit der Polizeireform 2014 in den Bereitschaftspolizeidirektionen Bruchsal (drei Einheiten) und Göppingen (drei Einheiten) stationiert.
Die Beweissicherungs- und Festnahmeeinheiten wurden 1997 gegründet.
Aufgrund der Vorbereitungen zur Fußball-Weltmeisterschaft 2006 und der Personalreduzierung bei den Technischen Einsatzeinheiten (TEE) wurde eine zusätzliche Einheit in Bruchsal und Böblingen aufgestellt, da der Personalbestand der Bereitschaftspolizei gehalten werden sollte. Die Einheit in Biberach wurde aufgelöst und ging technisch und zum Teil personell in der neuen BFE Böblingen auf.
Die BFE ist bei sämtlichen Demonstrationen mit bekanntem Gewaltpotential zum Beispiel von Rechts- oder Linksextremisten, bei Fußballspielen mit hohem Gewaltpotential in den Blöcken und bei verschiedenen Razzien und der Räumung besetzter Häuser im Einsatz. Außerhalb dieses Einsatzgebietes wird der normale Dienst bei der Bereitschaftspolizei verrichtet, der zum Beispiel aus Fortbildung und Unterstützung der Schutz- und Kriminalpolizei (beispielsweise regionale Großfahndungen, Überwachung der Betäubungsmittelszene, Observierungsmaßnahmen, Razzien, Festnahmen) besteht.

#### Bayern
Bei der Bayerischen Polizei wurde ein anderes Konzept verwirklicht. Die Aufgaben der BFE wird dort von den Unterstützungskommandos (USK) wahrgenommen. Das USK ist zu einem Teil an die bayerische Bereitschaftspolizei angegliedert, der andere Teil untersteht bei der Landespolizei den zuständigen Polizeipräsidien (München und Mittelfranken). Das USK unterhält mehrere Standorte in Bayern.

#### Berlin
Bei der Berliner Polizei gibt es keine Beweissicherungs- und Festnahmeeinheit. Stattdessen sind bei den Einsatzhundertschaften der Bereitschaftspolizei Berlin Beweissicherungs- und Festnahmezüge, kurz BFZ, herausgebildet. Die BFZ sind Nachfolger der 1987 gebildeten und 1989 aufgelösten Einheit für besondere Lagen und einsatzbezogenes Training (EbLT).

#### Brandenburg
Die Polizei Brandenburg hat bei der Bereitschaftspolizei in allen vier Standorten der Einsatzhundertschaften eine BFE aufgestellt, die in Brandenburg, Berlin und dem restlichen Bundesgebiet zum Einsatz kommen kann. Die Einsatzhundertschaften befinden sich an den Standorten Potsdam-Eiche, Oranienburg, Cottbus und Frankfurt/Oder. Eine BFE in der Einsatzhundertschaft ist jeweils der 1. Zug und wird durch zwei weitere Züge bei diversen Einsatzlagen unterstützt.

#### Bremen
Die Polizei Bremen verfügt über eine bei der Bereitschaftspolizei angegliederte Beweissicherungs- und Festnahmeeinheit.

#### Hamburg
Die Polizei Hamburg verfügte bis Mai 2019 über zwei Beweissicherungs- und Festnahmeeinheiten, welche bei der Technischen Einsatzhundertschaft (TEHu) angegliedert waren.
Mit Wirkung des 1. Mai 2019 erfolgte die Umstrukturierung als BFHu mit drei Einheiten. Zudem verfügt eine BFE nunmehr, als Konsequenz des G20-Gipfels 2017, über eine in Höhen intervenierende Teileinheit. Darüber hinaus ist ein Teil der Beamten seit 2016 durch das SEK in mehrere Wochen als robuste Kräfte qualifiziert worden. Dabei mussten mehrere Tests bestanden werden (vgl. BFE+ der Bundespolizei).
Mit der Oktober 2020 neu geschaffenen Unterstützungsstreife für erschwerte Einsatzlagen (kurz USE), die sich aus Einsatzkräften der BFE Hamburg zusammensetzt, unterhält Hamburg (neben dem Polizeipräsidium Frankfurt am Main (Hessen) mit dem Überfallkommando D510) eine 24/7 einsatzbereite, spezialisierte Servicedienststelle. Im Alltag unterstützt die USE bei verschiedenen operativen Einsatzlagen unterhalb der Schwelle des SEK, jedoch überall dort, wo erhöhtes Gefährdungspotential vorhanden ist.

#### Hessen
Die Bereitschaftspolizei der Hessischen Polizei verfügt über vier BFEn, die bei den Bereitschaftspolizeiabteilungen Wiesbaden (BFE18), Lich (BFE28), Mühlheim am Main (BFE38) und Kassel (BFE48) stationiert sind. Des Weiteren sind beim Polizeipräsidium Frankfurt am Main zwei BFEen (BFE58 und 68) angegliedert.
Die Beweissicherungs- und Festnahmeeinheit Frankfurt wurde 1987 anlässlich der gewalttätigen Demonstrationen gegen die sogenannte „Startbahn 18 West“ gegründet. Diese BFE ist der Direktion Sonderdienste des Polizeipräsidiums Frankfurt angegliedert. Ein weiterer Unterschied gegenüber den anderen Einheiten in Hessen ist der, dass die Frankfurter BFE nicht nur in bereitschaftspolizeilichen Großlagen eingesetzt wird, sondern grundsätzlich auch im Regeldienst die regulären Dienststellen unterstützt und geplante Zugriffe von gewaltbereiten Zielpersonen durchführt, die den Einsatz eines SEK nicht erforderlich machen. Bei Alarmmeldern, Einbrüchen, Festnahmen gefährlicher Personen oder bei größeren Schlägereien kommt hingegen das im Schichtdienst arbeitende Überfallkommando zum Einsatz, welches ebenfalls bei der Direktion Sonderdienste angegliedert ist.
Die BFEn agieren in den unterschiedlichsten Aufgabenbereichen und werden an verschiedensten Kriminalitätsschwerpunkten eingesetzt; beweisgesicherte Festnahmen bei unfriedlichen demonstrativen Lagen und Sportveranstaltungen, Bekämpfung der Raub- und Rauschgiftkriminalität und Unterstützung anderer Dienststellen als Serviceleistung sowie vieles mehr.

#### Mecklenburg-Vorpommern
Bei der Polizei Mecklenburg-Vorpommern ist die BFE eine selbständige Organisationseinheit der Bereitschaftspolizeiabteilung. Sie hat ihren Sitz in Waldeck bei Rostock.

#### Niedersachsen
Die Landesbereitschaftspolizei Niedersachsen hat fünf BFEn jeweils in den Bereitschaftspolizeiabteilungen Hannover (2 BFEen), Braunschweig, Oldenburg und Göttingen, die jeweils einer Bereitschaftspolizeihundertschaft zugeordnet sind, aber im Einsatzfall selbständig agieren. Die niedersächsischen BFEn wurden ab 1993 aufgestellt. Vorreiter war das 1988 in Braunschweig aufgestellte Sonderfestnahmekommando als V. Zug der 8. Stabhundertschaft, dessen Erkennungszeichen das rote V ist.
Aufgaben der BFE unterteilen sich heutzutage grob in drei Bereiche:
- Geschlossener Einsatz: u. a. Risikospiele, gewalttätige Ausschreitungen und die Räumung besetzter Häuser.
- Kriminalitätsverhütung und Verfolgung (KVV): alle Aktionen gegen die organisierte Kriminalität, Clans, Rocker usw. Klassisch ist hier das Herstellen von Sicherheit in einem Objekt mit erhöhter Gefährdung.
- Bewältigung von lebensbedrohlichen Einsatzlagen (seit ca. 2019), also Amoktaten, Terroranschlägen und Bedrohungslagen. Die niedersächsischen BFEen wurden in einem Lehrgang, angelehnt an das „BFE+-Konzept“ der Bundespolizei, zur Bewältigung solcher Lagen fortgebildet. Im Lehrgang erhalten die Beamten eine umfassende taktische Schulungen zum Vorgehen in urbanen und ruralen Gebieten sowie eine Ausbildung in besonderen Schießtechniken und taktischer Notfallmedizin. Sie sind damit wie das SEK und das MEK befähigt, gezielt in die rote Zone vorzurücken und Täter zu bekämpfen bzw. Opfer zu evakuieren.

#### Nordrhein-Westfalen
Die Polizei Nordrhein-Westfalen hatte bis 2018 auf die Aufstellung spezieller Beweissicherungs- und Festnahmeeinheiten verzichtet, was auch mit der etwas anderen Struktur der Bereitschaftspolizei dort insgesamt zusammenhing. Die 18 Einsatzhundertschaften sowie die drei Technischen Einsatzeinheiten (TEE) sind dezentral den Polizeipräsidien zugeordnet und nehmen jeweils die Aufgaben einer BFE wahr.
Der Koalitionsvertrag der Regierungsparteien CDU und FDP für die 2017 gebildete Landesregierung von Ministerpräsident Laschet sah zunächst die Aufstellung von insgesamt vier BFE-Zügen vor. Tatsächlich beschlossen wurde, in den Jahren 2018 bis 2021 zeitlich gestaffelt insgesamt drei BFHu, bestehend aus jeweils zwei BFE-Zügen, an den Bereitschaftspolizei-Standorten Bochum, Wuppertal und Köln zu schaffen.
Die landesweit erste BFE wurde nach dreimonatiger Einführungsfortbildung am 4. Februar 2019 am Standort Bochum für einsatzbereit erklärt. Seit Dezember 2021 ist der Aufbauprozess vollständig abgeschlossen und alle drei BFH'n sind an den o. g. Standorten einsatzbereit.

#### Rheinland-Pfalz
Die Beweissicherungs- und Festnahmehundertschaft (BFHu) ist seit dem Jahr 2017 eine Einheit der Abteilung Bereitschaftspolizei des Polizeipräsidiums Einsatz, Logistik und Technik (PP ELT) der Polizei Rheinland-Pfalz. Standort der BFHu ist Enkenbach-Alsenborn bei Kaiserslautern.

#### Saarland
Die BFE der Polizei Saarland war bis 2024 als 1. Zug der Saarländischen Einsatzhundertschaft angegliedert und operierte entweder eigenständig oder als Einsatzeinheit in der Hundertschaft. Seit 2025 ist sie der Bereitschaftspolizei Saarland angegliedert und operiert dort eigenständig. Der Standort der Einheit befindet sich im 2023 neu in Dienst genommenen Polizeizentrum Guy Lachmann  in Kirkel.

#### Sachsen
Die Polizei Sachsen unterhält bei der Bereitschaftspolizei jeweils eine BFE in Dresden, Leipzig und Chemnitz. Außerdem gibt es bei den IZD'en (Inspektion Zentrale Dienste) der Polizeidirektionen Leipzig, Dresden und Chemnitz Beweissicherungs- und Festnahmeeinheiten, welche die Schutzpolizei bei der Verrichtung des täglichen Dienstes und der Bewältigung von Großlagen unterstützen.

#### Sachsen-Anhalt
Bei der Polizei Sachsen-Anhalt gibt es eine Beweissicherungs- und Festnahmehundertschaft (BFHu) mit drei BFEen bei der Landesbereitschaftspolizei in Magdeburg. Das Aufgabenfeld der BFEen gliedert sich in die Unterstützung des polizeilichen Einzeldienstes (UPED), Fortbildung (Rechtliche Fortbildung, Zweikampf, Sport, Schießen, taktische Trainings), Observationen, Demonstrationen, Fußballabsicherungen, Staatsbesuche und sonstige Großlagen. Dies stellt keine abschließende Regelung dar. Ihr Einsatz erfolgt meistens in Zusammenarbeit mit den anderen taktischen Hundertschaften des Landes. Während die taktischen Hundertschaften die Aufgabe der Absicherung oder Begleitung übernehmen, wird durch die BFHu eine qualifizierte Festnahme zum Beispiel bei Störungen jeglicher Art durchgeführt. Dies bedarf neben der Standardausbildung weiterer besonderer Qualifizierungsmerkmale. Dazu gehört beispielsweise die Verwendung des Einsatzmehrzweckstock als Schlag-, Abdräng- oder Festnahmestock, eine grundlegende Fortbildung als Beamter einer BFE sowie die ständige Fortbildung in Sachen Festnahmetechnik, Selbstverteidigung und Eindringen in Gebäude.

#### Schleswig-Holstein
Bei der Polizeidirektion für Aus- und Fortbildung und für die Bereitschaftspolizei in Eutin hat die Polizei Schleswig-Holstein eine BFE eingerichtet, die der dort stationierten 1. Einsatzhundertschaft Utina 1 angegliedert ist, es ist ihr 5. Zug. Ihre taktischen Kennzeichen auf dem Rücken sind 2151 blaues Dreieck, 2152 blaues Quadrat, 2153 blauer Kreis, 2154 blaue Raute und 215B mit einem blauen Schrägstrich. Die Fahrzeuge der jeweiligen Gruppe sind mit dem blauen Symbol gekennzeichnet. Der Gruppenführer hat jeweils zwei weiße Punkte auf der Armbinde und zwei schwarze Punkte im blauen Symbol auf dem Rücken. Auf dem Nackenschutz des Helms wird das Symbol in weiß wiederholt, beim Gruppenführer mit zwei schwarzen Punkten. Der Schriftzug "BFE" wird auf der Brust getragen. Auf der rechten Schulter im Kreis mit Umschrift oben "Beweissicherungs- u. Festnahmeeinheit" und unten "viribus unitis", in der Mitte eine Karte von Schleswig-Holstein und darüber die Buchstaben "SH". Auf der rechten Schulter wird das Wappen Schleswig-Holsteins mit "POLIZEI" darüber in weiß getragen.

#### Thüringen
Die Polizei Thüringen besitzt eine BF-Hundertschaft, welche in drei Züge unterteilt ist. Stationiert ist diese in der Bereitschaftspolizei in Erfurt.

## Kritik
Mitglieder von Beweissicherungs- und Festnahmeeinheiten stehen seit 1998 wiederholt wegen gewalttätigen Verhaltens gegenüber Demonstrationsteilnehmern, Fußballfans und Mobbing in den eigenen Reihen in der Kritik. Da sie in der Regel nicht mit Kennzeichnung auftreten, müssen mögliche Ermittlungen und Verfahren meist eingestellt werden, da die Identität der Beamten nicht festgestellt werden kann.
- Ab 1998 wurde gegen Mitglieder und den Leiter der hessischen Bereitschaftspolizei in Lich wegen Falschaussage und Strafvereitelung im Amt beziehungsweise Verdachts der Körperverletzung ermittelt.[18]
- 2010 wurden von der Hamburger Staatsanwaltschaft Ermittlungen gegen einen BFE-Beamten eingeleitet, die eine Anklage wegen Körperverletzung im Amt nach sich zogen.[19]
- 2011 provozierten laut Augenzeugen sächsische BFE-Beamte nach einem Fußballspiel eine Panik in einem Bahnhofstunnel. Die Augenzeugen berichteten von Faustschlägen, Tritten und dem Einsatz von Pfefferspray. Bei diesem Einsatz wurde auch die Fanbeauftragte, die im Auftrag des Chemnitzer Polizeipräsidenten und Chemnitzer-FC-Aufsichtsrats anwesend war, verletzt. Der Einsatz zog acht Anzeigen wegen Körperverletzung gegen die unbekannten BFE-Beamten nach sich.[20]

Im Zusammenhang mit den Protesten gegen Stuttgart 21:
- Nach Einsätzen der BFE der Bundespolizei und Bayerischen Unterstützungskommandos (USK) gegen Stuttgart-21-Gegner und bei Castor-Transporten nach Gorleben wurden polizeiintern, unter anderem von einem Hundertschaftsführer, schwere Vorwürfe wegen unangemessener Gewaltanwendung gegenüber Demonstranten erhoben, die interne Untersuchungen nach sich zogen.[21]
- Im Zusammenhang mit den Stuttgart-21-Protesten gingen mehrere hundert Anzeigen gegen Polizisten bei der zuständigen Staatsanwaltschaft ein. In mindestens einem Fall, bei dem ein Beamter einer BFE unvermummt von mehreren Kameras gefilmt wurde, wurden Ermittlungen wegen Körperverletzung im Amt eingeleitet.[22]
- Bei den Protesten zu Stuttgart 21 wurden Videobeweise öffentlich gemacht, die darstellen sollen, dass BFE-Beamte in Zivil als mögliche Agent Provocateurs eingesetzt wurden, die Protestteilnehmer mit körperlicher Gewalt und Pfefferspray provozierten. Gegen einen Beamten wurden Ermittlungen wegen des Verdachts der Körperverletzung eingeleitet.[23]
- Im Zusammenhang mit den Stuttgart-21-Protesten gab es 2011 eine Anfrage und Kritik hinsichtlich des Einsatzes verdeckter Ermittler, die Mitglieder der BFE sein sollen. In der Stellungnahme des Innenministeriums von Baden-Württemberg wird deutlich, dass es einen Einsatz von verdeckten Ermittlern gegen die Protestbewegung nicht gab, jedoch gegen Einzelpersonen. Die Beantwortung der Anfrage wurde aus Gründen der Geheimhaltung und zum Schutz von verdeckten Ermittlern abgelehnt.[24]

## Gliederung
Die Gliederung einer Beweissicherungs- und Festnahmeeinheit weicht in den Bundesländern leicht voneinander ab, eine beispielhafte Gliederung sieht folgendermaßen aus:
- Führungstrupp – 4 PVB (Polizeivollzugsbeamte)
- Bearbeitungstrupp – 2 PVB
- Techniktrupp – 4 PVB
- Beweissicherungstrupp – 6 PVB
- 6 Festnahmetrupps – je 5 PVB

Daraus ergibt sich eine Sollstärke von 46 Beamten.

## Ausrüstung
Die Ausrüstung der Beamten bei den BFEn ist für ein hohes Gewaltpotential und Störeraufkommen ausgelegt und unterscheidet sich daher von der Ausrüstung der Beamten im Streifendienst oder der Einsatzhundertschaft teilweise erheblich.
Besondere Einsatzmittel
- Befehlskraftwagen
- Bearbeitungsfahrzeuge teilweise mit Internet, Mobilfaxgerät und Drucker
- Schwere Körperschutzausstattung
- Unterziehschutzwesten
- Ballistische Schutzwesten Schutzklasse II und III
- Flammschutz oder -hemmende Kleidung (Overall, Flammschutzhaube)
- Oberschenkelholster (für normale Dienstwaffe)
- Einsatzmehrzweckstock (EMS) (Tonfa)/Mehrzweckeinsatzstock (MES)/Einsatzstock-Kurz-Ausziehbar (EKA) (nur bestimmte Bundesländer)
- Eindringwerkzeuge wie Ramme, Brechstange, Kuhfuß, Dietrich und anderes Kleinwerkzeug
- Abschussgeräte/Pistolen für Tränengas oder Blendgranaten (je nach Bundesland)
- Tragbare Feuerlöscher
- Spezielle Foto- und Videoausrüstung mit Möglichkeiten der digitalen Bildbearbeitung
- Laptop mit Möglichkeiten der Online-Bearbeitung
- Mobiltelefone
- Maschinenpistolen
- Pistolen (als Dienstwaffe)
- Reizstoffsprühgerät (Pfefferspray 20 ml sowie 400 ml)
- Konspirative Hör-/Sprechgarnitur